# 1857 في الولايات المتحدة
فيما يلي قوائم الأحداث التي وقعت خلال عام 1857 في الولايات المتحدة.

## أحداث
- 9 يناير – زلزال فورت تيجون 1857
- 1 مارس – حرب يوتا

## سياسة

### تعيين في المنصب
- 8 يناير – هانيبال هاملين حاكم مين [الإنجليزية]‏.
- 12 يناير – وليام هنري بيسل حاكم إلينوي [الإنجليزية]‏.
- 4 مارس – جيفيرسون ديفيس عضو مجلس الشيوخ الأمريكي.
- 4 مارس – جيمس بيوكانان رئيس الولايات المتحدة.
- 4 مارس – صامويل كورتيس عضو مجلس النواب الأمريكي.
- 4 مارس – هارييت لين السيدة الأولى للولايات المتحدة.
- 6 مارس – لويس كاس وزير الخارجية الأمريكي.
- 7 مارس – إسحاق توكي الأمين العام.
- 7 مارس – هويل كوب وزير الخزانة الأمريكي.
- 26 مايو – إليشا داير حاكم رود آيلاند [الإنجليزية]‏.
- 27 مايو – روبرت ج . وولكر حاكم كانساس [الإنجليزية]‏.
- 6 نوفمبر – جوزيف ايمرسون براون حاكم جورجيا [الإنجليزية]‏.
- 21 ديسمبر – هاردين آر. رنلز حاكم ولاية تكساس.

### انتهاء فترة المنصب
- 1 يناير – هاردين آر. رنلز نائب حاكم تكساس [الإنجليزية]‏.
- 7 يناير – هانيبال هاملين عضو مجلس الشيوخ الأمريكي،حاكم مين [الإنجليزية]‏.
- 3 مارس – جون ب. ويلر عضو مجلس الشيوخ الأمريكي.
- 3 مارس – لويس كاس عضو مجلس الشيوخ الأمريكي.
- 3 مارس – هاميلتون فيش عضو مجلس الشيوخ الأمريكي.
- 4 مارس – إسحاق توكي عضو مجلس الشيوخ الأمريكي.
- 4 مارس – جيفيرسون ديفيس وزير حرب الولايات المتحدة.
- 4 مارس – جين بيرس السيدة الأولى للولايات المتحدة.
- 4 مارس – فرانكلين بيرس رئيس الولايات المتحدة.
- 4 مارس – كاليب كوشينغ نائب عام الولايات المتحدة.
- 6 مارس – ويليام مارسي وزير الخارجية الأمريكي.
- 9 مارس – روبرت ماكليلاند وزير داخلية الولايات المتحدة.
- 20 مارس – جون وايت جيري حاكم كانساس [الإنجليزية]‏.
- 15 ديسمبر – روبرت ج . وولكر حاكم كانساس [الإنجليزية]‏.

## ظهور
- 1 يناير – الجمعية الأمريكية للمعماريين
- 1 يناير – ذا أتلانتيك

## مواليد

### فبراير
- 10 فبراير – هنري دي لامار كلايتون، الابن سياسي أمريكي.
- 22 فبراير – ويليام تريليس عالم حشرات أمريكي.

### أبريل
- 16 أبريل – هنري سميث بريتشيت عالم فلك أمريكي.
- 18 أبريل – كلارنس دارو محامي من الولايات المتحدة الأمريكية.

### مايو
- 22 مايو – بول مورتون سياسي أمريكي.

### يونيو
- 11 يونيو – تشارلز بيل سياسي أمريكي.
- 18 يونيو – هنري كلاي فولجر رائد أعمال من الولايات المتحدة الأمريكية.

### يوليو
- 12 يوليو – جيتر كونيلي بريتشارد سياسي أمريكي.
- 13 يوليو – أوريون ميتكالف الحلاق سياسي أمريكي.
- 25 يوليو – جورج كوبر باردي سياسي من الولايات المتحدة الأمريكية.
- 25 يوليو – فرانك سبراغ
- 30 يوليو – ثورستين فيبلين

### أغسطس
- 8 أغسطس – هنري فارفيلد أوزبورن

### سبتمبر
- 4 سبتمبر – فرانك كرير
- 6 سبتمبر – جون بنيامين كندريك سياسي أمريكي.
- 10 سبتمبر – جيمس كيلر عالم فلك أمريكي.
- 15 سبتمبر – ويليام هوارد تافت سياسي أمريكي.

### أكتوبر
- 17 أكتوبر – ماري أبوت روائية ولاعبة غولف أمريكية.
- 30 أكتوبر – جرترود أثرتون

### نوفمبر
- 4 نوفمبر – فيدريك ستوكس ناشر من الولايات المتحدة الأمريكية.
- 5 نوفمبر – إيدا تاربيل صحفية أمريكية.
- 5 نوفمبر – وليام هنري هانت سياسي أمريكي.
- 25 نوفمبر – مابيل غاردينر هوبارد

### ديسمبر
- 16 ديسمبر – إدوارد إيمرسون برنارد عالم فلك أمريكي.
- 22 ديسمبر – فرانك كلارك ممثل أمريكي.

## وفيات

### يناير
- 23 يناير – ميلز داردين (مواليد 1799)
- 25 يناير – أندرو ستيفنسون (مواليد 1784) سياسي أمريكي.

### فبراير
- 11 فبراير – البيون باريس (مواليد 1788) سياسي أمريكي.

### مارس
- 4 يوليو – ويليام مارسي (مواليد 1786) سياسي أمريكي.

### أبريل
- 20 أبريل – بنيامين تابان (مواليد 1773) سياسي أمريكي.

### مايو
- 11 مايو – توماس أوكلي (مواليد 1783) سياسي أمريكي.

### يونيو
- 5 يونيو – هنري هوبارد (مواليد 1784) سياسي أمريكي.

### يوليو
- 4 يوليو – ويليام مارسي (مواليد 1786) سياسي أمريكي.

### أغسطس
- 4 أغسطس – جيمس جيم دوبين (مواليد 1814) سياسي أميركي.

### أكتوبر
- 7 أكتوبر – لويس ماكلين (مواليد 1786) سياسي أمريكي.
- 27 أكتوبر – تشارلز بولك (مواليد 1788) سياسي أمريكي.

### نوفمبر
- 15 نوفمبر – جيمس هاملتون (مواليد 1786) سياسي أمريكي.

### ديسمبر
- 9 ديسمبر – جون بولارد غاينز (مواليد 1795) سياسي أمريكي.
- 17 ديسمبر – حيرام جورج رونيلس (مواليد 1796) سياسي من الولايات المتحدة.
- 24 ديسمبر – روبرت نيكولاس (مواليد 1787) سياسي أمريكي.